# استان کرمانشاه در جنگ ایران و عراق
استان کرمانشاه در جنگ ایران و عراق یکی از مناطق محوری جنگ بود. طی این جنگ که طولانی‌ترین جنگ متعارف در قرن بیستم و دومین جنگ طولانی این قرن پس از جنگ ویتنام بود و به صورت رسمی در ۳۱ شهریور ۱۳۵۹ (۲۲ سپتامبر ۱۹۸۰) آغاز شد و در ۲۹ مرداد ۱۳۶۷ (۲۰ اوت ۱۹۸۸) به پایان رسید، استان کرمانشاه از روز اول تا آخر درگیر جنگ زمینی و هوایی بود و حتی پیش و پس از این تاریخ نیز هدف حملات نیروهای متخاصم و صحنهٔ درگیری این نیروها بود. جنگ ایران و عراق در این استان آغاز و در این استان نیز به پایان رسید. در مجموع استان کرمانشاه در طول این جنگ ۱۱۰۰ بار از طرف نیروهای ارتش عراق موشک‌باران شد.
شهناز فتاحی در کتاب بمباران‌های استان کرمانشاه در جنگ تحمیلی کشور عراق علیه ایران؛ شهرستان کرمانشاه، به گردآوری و پژوهش در تاریخ بمباران کرمانشاه پرداخته است و صدها سند گزارش بمباران در این شهر را واکاوی نموده است. این کتاب یکی از  منابع کامل برای آگاهی از تاریخچه بمباران و وضعیت شهر و شهروندان کرمانشاهی در زمان جنگ تحمیلی است.

## نخستین تحرکات
در تاریخ ۱۴ فروردین ۱۳۵۸ یک گروه از ارتش عراق به شهر قصرشیرین حمله کردند. در روز ۳۱ شهریور ۱۳۵۹ هم‌زمان با حمله به دیگر نقاط مرزی ایران، حمله به استان کرمانشاه هم با حمله به شهرهای قصر شیرین، اسلام‌آباد غرب و کرمانشاه آغاز شد.
در نخستین ساعات دوم مهر ۱۳۵۹ شهر «سرپل ذهاب» در حملۀ هواپیماها و توپخانۀ ارتش عراق اشغال شد.

## عملیات‌ها
یش از ۲۷ مورد از عملیات‌های نیروهای نظامی ایران در استان کرمانشاه انجام شده‌است. از جملۀ این عملیات‌ها می‌توان به عملیات‌های بازی‌‌دراز، تنگ حاجیان، محمد رسول‌‌الله، والفجر ۱۰، مطلع‌الفجر و مرصاد اشاره کرد.

## حمله به مراکز آموزشی

### حمله به مدارس
در طول جنگ ایران و عراق مدارس استان کرمانشاه مورد حملات نیروهای عراقی قرار گرفتند. در روز ۲۴ مهر ۱۳۵۹ ساعت ۱۱ قبل از ظهر دبستان پسرانۀ غلامرضا رشیدیاسمی در خیابان رشیدی شهر کرمانشاه مورد حملۀ هوایی قرار گرفت. در این حمله ۱۶ دانش‌آموز پایۀ‌ دوم ابتدایی و یکی از کارکنان مدرسه کشته شدند. این دبستان در سال ۱۳۶۳ بازسازی شد و دبستان شهدا نام گرفت.

### حمله به دانشگاه رازی
در سال‌های جنگ ایران و عراق و بمباران شهر کرمانشاه، ساختمان‌های دانشگاه رازی دست‌کم دو بار هدف بمباران ارتش عراق قرار گرفت. در سال ۱۳۵۹ یکی از ساختمان‌های دانشگاه رازی در میدان آزادی کرمانشاه هدف بمباران قرار گرفت که طی آن ۵ نفر کشته و ۱۰ تا ۱۲ نفر مجروح شدند و ساختمان دانشگاه نیز بیش از ۲۰ درصد آسیب دید. همچنین در بمبارانی دیگر یکی از ساختمان‌های دیگر دانشگاه که هم‌اکنون محل دانشکده علوم اجتماعی این دانشگاه است در روز تعطیل پنج‌شنبه هدف موشک قرار گرفت که تلفات جانی نداشت، اما ساختمان به میزان ۵ درصد آسیب دید.

## حمله به کارخانه‌ها و صنایع
پالایشگاه نفت کرمانشاه در طول جنگ ایران و عراق ۷ بار بمباران شد. این پالایشگاه در ۴ مهر ۱۳۵۹ ساعت ۱۷:۰۰، ۲ مرداد ۱۳۶۵ ساعت ۱۴:۳۰، ۸ آبان ۱۳۶۵ ساعت ۷:۰۵، ۲ آذر ۱۳۶۵ ساعت ۱۱:۳۰، ۳ دی ۱۳۶۵ ساعت ۱۶:۳۰، ۲۴ آبان ۱۳۶۶ ساعت ۱۳:۰۰ و ۱۵ اسفند ۱۳۶۶ ساعت ۱۶:۰۰ مورد حملۀ هوایی ارتش بعث عراق قرار گرفت. در این بمباران‌ها آسیب‌های جدی به تأسیسات پالایشگاه وارد شد و بمباران ۲ مرداد ۱۳۶۵ نیز هفت نفر از کارکنان پالایشگاه کشته شدند.
همچنین تلمبه‌خانۀ نفت‌شهر نیز با هدف اخلال در ارسال خوراک به پالایشگاه مورد حملۀ ارتش بعث عراق قرار گرفت.

## حمله به گیلانغرب در روز ۱۹ مرداد ۱۳۶۲
در تاریخ ۱۹ مرداد ۱۳۶۲ هواپیماهای ارتش عراق به بمباران شهر گیلانغرب پرداختند که طی آن ۵۰ نفر کشته و نزدیک به ۵۰۰ نفر زخمی شدند.

## حمله به کرمانشاه در روز ۷ آبان ۱۳۶۵
در عملیات‌های هوایی نیروی هوایی ارتش عراق در روز ۷ آبان ماه ۱۳۶۵، شهرهای کرمانشاه و اسلام‌آباد غرب زیر آتش بمب، راکت و مسلسل هواپیماهای عراقی قرار گرفتند که در نتیجهٔ این حملات ۱۲۰ نفر کشته و ۵۸۰ نفر مجروح شدند.

## حمله به قوره‌جیل در روز ۱۷ آذر ۱۳۶۵
روستای قوره‌جیل در شهرستان کنگاور در روز دوشنبه ۱۷ آذر ۱۳۶۵ ساعت ۱۴ توسط ارتش بعث عراق بمباران شد. در این بمباران ۳۰ تن از مردم این روستا کشته و یا مجروح شدند.

## حمله به کرمانشاه در روز ۳۰ آذر ۱۳۶۵
در روز ۳۰ آذرماه سال ۱۳۶۵ مناطق مسکونی شهر کرمانشاه در دو نوبت مورد حملۀ نیروی هوایی ارتش عراق قرار گرفت. در ساعت ۱۲:۳۰ کوچۀ یخچالی در خیابان شریعتی و نیز بازار میدان وزیری در بافت قدیم شهر کرمانشاه هدف قرار گرفت که مملو از مردمی بود که برای خرید شب یلدا به بازار آمده‌بودند. در ساعت ۱۶:۴۵ میدان وزیری برای بار دوم در همان روز بمب‌باران شد. در حملات این روز ۱۰۰ نفر از مردم کرمانشاه کشته و نزدیک به ۳۰۰ تن مجروح شدند.

## بمباران پناهگاه پارک شیرین کرمانشاه
در شب ۲۶ اسفند ۱۳۶۶ پناهگاه واقع در پارک شیرین در شهر کرمانشاه که مکانی برای پناه گرفتن غیرنظامیان در هنگام حملات هوایی بود، هدف موشک متعلق به ارتش عراق قرار گرفت. در جریان این رویداد ۸۰ نفر کشته و ۳۰۰ نفر مجروح شدند. موشک از داخل هواکش وارد پناهگاه شد و منجر به افرایش شدید تلفات گردید. اغلب قربانیان زن و کودک بودند.

## بمباران‌های شیمیایی

### بمباران‌های شیمیایی سومار
یکمین حملۀ شیمیایی به سومار در روزهای ۹ و ۱۸  فروردین ۱۳۶۲ اتفاق افتاد. طی این حمله نیروهای عراقی با استفاده از خمپاره‌انداز و توپخانه به مواضع نیروهای نظامی جمهوری اسلامی ایران حمله کردند که طی آن چهار نفر مصدوم شدند.

دومین حملۀ شیمیایی به مواضع نیروهای جمهوری اسلامی در سومار در روز ۸ شهریور ۱۳۶۲ انجام شد که از تعداد تلفات و مصدومان آنها، اطلاعی در دست نیست.

سومین حملۀ شیمیایی به سومار در ۱۰ دی ۱۳۶۵ اتفاق افتاد که طی آن نیروهای ارتش بعث عراق بیمارستان صحرایی ۵۲۸ سومار را در ساعت ۱۶:۰۰ با بمب‌های شیمیایی خردل هدف قرار دادند که بر اثر آن تعداد زیادی از کارکنان بیمارستان مصدوم و تعدادی نیز کشته شدند.

چهارمین حملۀ شیمیایی به سومار در ۲۵ دی ۱۳۶۵ و پس از عملیات کربلای ۵ رخ داد که طی آن مواضع تیپ‌ها، پدافند هوایی، پشتیبانی، یگان‌ها و بیمارستان صحرایی ارتش در جنوب سومار و نفت‌شهر هدف قرار گرفت که طی آن ۲۰ نفر کشته و بیش از ۲۰۰ نفر مصدوم شدند.

پنجمین حملۀ شیمیایی به سومار در روز ۱۶ مهر ۱۳۶۶ انجام شد که طی آن در ساعت ۹:۳۰ شش فروند هواپیمای ارتش بعث عراق ابتدا قرارگاه لشکر ۸۸ زرهی ارتش جمهوری اسلامی را بمباران کردند و سپس در ساعت ۱۰:۰۵ و ۱۰:۱۵ مراکز تجمع نیروها و انبارهای مهمات نیروهای ایران را در منطقۀ سومار با استفاده از عامل اعصاب هدف قرار دادند که ۱۰۰ کشته و ۱۳۵۰ مجروح بر جای گذاشت.
 از این تعداد ۳۰ کشته به بمباران شیمیایی بیمارستان مربوط بوده‌است.

### بمباران‌های شیمیایی نودشه
در روز ۲۶ اسفند ۱۳۶۶ ساعت ۱۵:۰۰ یک روز قبل از حملۀ شیمیایی به حلبچه نیروی هوایی ارتش بعث عراق نودشه در شهرستان پاوه را با استفاده از بمب‌های شیمیایی هدف قرار داد. طی این حمله دو هواپیمای عراقی ۸ بمب خردل بر روی شهر نودشه ریختند که بر اثر آن ۷ نفر در همان روز و ۸ نفر نیز یک روز بعد از حمله بر اثر استنشاق گازهای شیمیایی کشته شدند. تعداد مصدومان نیز در روز حادثه ۷۵ نفر و با ثبت باقی موارد پس از حادثه تا ۳۵۰ نفر اعلام شده‌است. علاوه بر این دو حملۀ شیمیایی دیگر نیز توسط ارتش عراق به شهر نودشه در روزهای ۱ فروردین و ۱۳ فرردین ۱۳۶۷ انجام شد.

### بمباران شیمیایی زرده
در روز ۳۱ تیر ۱۳۶۷، پس از آن‌که قطعنامه ۵۹۸ مورد پذیرش حکومت جمهوری اسلامی ایران قرار گرفته‌بود، روستای زرده از طرف ارتش بعث عراق هدف حملات شیمیایی قرار گرفت. طی این حملات هوایی، ۲۷۰ نفر در همان روز کشته شده و ۸۳۰ نفر مجروح شدند. روستای زرده به سبب قرارگیری بارگاه‌های شخصیت‌های مهم آیین یارسان، از مراکز مهم این آیین است و زیارتگاه مهمی برای یارسانیان به‌شمار می‌رود. طی این حمله تعدادی بمب شیمیایی حاوی گاز خردل و اعصاب از طرف نیروی هوایی ارتش عراق بر روی روستای زرده افکنده‌شد. همچنین اصابت یکی از بمب‌ها به چشمهٔ آب روستا و استفادهٔ مردم از آب آن سبب گسترش تلفات شد. ۲۷۰ نفر در همان روز کشته شده و ۸۳۰ نفر نیز مجروح شدند که برخی از آن‌ها در سال‌های بعد بر اثر عوارض ناشی از آن جان خود را از دست دادند. بسیاری از مردم روستا با بیماری‌های مختلف از جمله انواع سرطان دست به گریبان هستند و مواردی از تولد کودکان با مشکلات نقص مادرزادی در این روستا اتفاق افتاده‌است. آمار سقط جنین و خودسوزی به دلیل ناراحتی اعصاب، سرطان خون و بیماری‌های پوستی نیز در این روستا بالاست. همچنین مزارع و زمین‌های کشاورزی که وسیلۀ معیشت ساکنان بود آلوده و تا مدت‌ها غیرقابل استفاده شد.

### بمباران شیمیایی نسار دیره
روستای نساردیره و نساردیره سفلی در روز ۳۱ تیرماه ۱۳۶۷ خورشیدی هم‌زمان با بمباران شیمیایی روستای زرده مورد حمله شیمیایی ارتش عراق قرار گرفت. در این حمله ۴ تن در دم جان سپردند و نزدیک به هزار تن نیز شیمیایی شدند. هم‌اکنون بیشتر ساکنان این روستا مجروح شیمیایی هستند و سالانه چند تن از آنان کشته می‌شوند.

## عملیات مرصاد
در تاریخ ۴ مرداد ۱۳۶۷ عملیاتی با عنوان فروغ جاویدان توسط سازمان مجاهدین خلق ایران طرح‌ریزی شد و طی آن میان این سازمان و ارتش جمهوری اسلامی ایران و سپاه بدر جنگ درگرفت. این درگیری‌ها تا روز ۸ مرداد ۱۳۶۷ ادامه داشت و در نهایت در مکان تنگهٔ چهارزبر نیروهای ارتش ایران و سپاه بدر بر سازمان مجاهدین خلق پیروز شدند. طی این درگیری‌ها شهرهای سرپل ذهاب، کرند غرب و اسلام‌آباد غرب توسط سازمان مجاهدین خلق ایران برای چند روز تصرف شد که در نهایت با شکست این سازمان همهٔ این شهرها مجدداً به کنترل نیروهای نظامی ایران درآمد. تعداد زیادی از نیروهای مجاهدین خلق در این نبرد کشته شدند. بنا بر اعلام بنیاد شهید و امور ایثارگران کرمانشاه، در این درگیری‌ها ۵۵۰ نفر اهل استان کرمانشاه در شمار نیروهای جمهوری اسلامی ایران کشته شده‌اند و در این عملیات کمترین اسارت را داشتند. همچنین ۱۰۸ نفر از اعضای سپاه بدر عراق نیز در این عملیات کشته شدند که ۴۵ نفر از آن‌ها در «گردان شهید صدر» عضویت داشتند و ۷۰ نفر از نیروهای این گردان نیز در این عملیات زخمی شدند. در پایان جنگ ایران و عراق و پس از پذیرش قطعنامه ۵۹۸ این عملیات انجام شد.

## کشته‌شدگان و مجروحان
بنا بر اعلام نهادهای جمهوری اسلامی ایران، در استان کرمانشاه در مجموع نزدیک به ۳۱ هزار نفر به عنوان نیروی نظامی در جنگ شرکت کرده‌اند یا در نتیجهٔ آن کشته یا مجروح شده‌اند. از این تعداد، ۹۸۰۰ نفر نظامی و غیرنظامی کشته شده و ۱۹۶۰۰ نفر به عنوان جانباز ثبت شده‌اند. ۱۷۷۶ تن نیز با سابقهٔ شرکت در جنگ، اگرچه دارای اثر جانبازی نیستند و کشته نیز نشده‌اند، اما به اسارت دشمن درآمده و سپس در برنامۀ تبادل اسرا با نظارت صلیب سرخ آزاد شدند که از سوی حکومت ایران «آزاده» نامیده می‌شوند. همچنین ۸۵۰ نفر از کشته‌شدگان و ۱۵۵۰ نفر از جانبازان استان کرمانشاه زن بوده‌اند.  تعداد ۷۵۰ نفر از کشته‌شدگان نیز زیر ۱۵ سال سن داشته‌اند. تعداد زنان کشته‌شده و جانباز استان کرمانشاه همچنین به ترتیب ۹۵۰ و ۱۱۰۰ نفر نیز ذکر شده‌است.
آمار کشته‌شدگان و مجروحان شهرستان‌های مختلف استان به شرح زیر است:
| شماره | نام شهرستان   | کشته‌شدگان و مجروحان |
| ----- | ------------- | ------------------- |
| ۱     | اسلام‌آباد غرب | ۱۲۰۳                |
| ۲     | پاوه          | ۶۹۶                 |
| ۳     | کرمانشاه      | ۶۰۸۰                |
| ۴     | گیلانغرب      | ۷۲۵                 |
| ۵     | قصرشیرین      | ۸۳۷                 |